# KV34
Bei KV34 (Kings' Valley no. 34) handelt es sich um das Felsengrab des altägyptischen Königs (Pharao) Thutmosis III. und um eines der frühen Gräber im Tal der Könige in Theben-West aus der 18. Dynastie (Neues Reich), die noch eine geknickte Grabachse aufweisen.

## Entdeckung
Arbeiter Victor Lorets, des damaligen Generaldirektors der ägyptischen Antikenverwaltung, entdeckten das Grab am 12. Februar 1898. Loret traf einige Tage später ein und wenige Zeit danach entdeckte man auch das Grab von Thutmosis’ III. Sohn und Nachfolger Amenophis II. (KV35).

## Lage

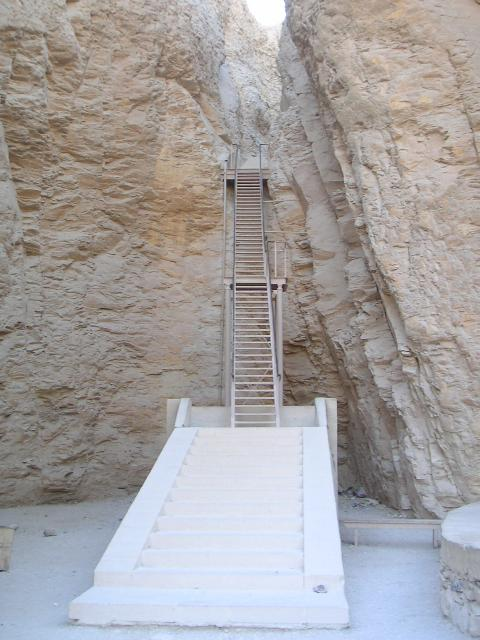
Der Zugang zum Grab im Tal der Könige

Der Zugang befindet sich am oberen Ende einer engen Felsschlucht. Es handelt sich dabei um das südlichste Wadi im Tal der Könige. Die Felsklippen über dem Grab wurden im Laufe der Zeit durch Wasser ausgewaschen. An den Klippen über dem Grab führen noch Pfade zur altägyptischen Arbeitersiedlung in Deir el-Medina.

## Deutung der geknickten Grabachse
Die geknickte Form des Grundrisses und die ovale Sargkammer spiegeln, wie alle frühen Gräber im Tal der Könige, die gekrümmten Räume des unterirdischen Jenseits wider. Dieses Jenseitsbild nahm seinen Anfang unter Sesostris II. als der gerade, nach Norden ausgerichtete Korridor der Pyramide durch ein verwinkeltes Gangsystem ersetzt wurde und damit die Akzente des ägyptischen Jenseitsglaubens endgültig vom Himmel in die Unterwelt (Duat) verlagert wurden. Die gewundenen Jenseitswege sind im Zweiwegebuch kartographisch erfasst und „das Amduat zeigt vor allem in der vierten und fünften Nachstunde diese im Zickzack verlaufenden Pfade des Sokar-Landes und gibt der ganzen Unterwelt einen ovalen, gekrümmten Abschluss, der auch in vielen Szenen des Sonnenlaufes wiederzufinden ist“.
Durch diese Vorstellung gewannen Osiris und sein mythisches Schicksal positivere Züge. „An Stelle des Misstrauens gegen die dunkle Tiefe tritt allmählich beglückende Einsicht in die Notwendigkeit einer stetigen Regeneration, die nur dort möglich ist.“

## Architektur und Dekoration

Gesamtansicht KV34

Über einen Zugang im Norden gelangt man in den ersten Korridor und weiter in einem „rhythmischen Wechsel von Treppen und Korridoren“ in eine erste Kammer mit einer zentralen Rampe, einen zweiten Korridor und über einen Schacht zur trapezförmigen oberen Pfeilerhalle, die in der Achse einen Knick macht (in einem Winkel von 72,64 Grad) und über eine Treppe zur Grabkammer hinabführt, die wiederum vier Nebenräume aufweist. Wie in allen Gräbern der 18. Dynastie blieben Korridore und Treppenräume ohne Dekoration.

### Schacht
Ein neues Element der Grabarchitektur ist der sechs Meter tiefe Schacht, dessen Bedeutung noch nicht ganz geklärt ist und der bis zum Ende der 19. Dynastie ein Element des Königsgrabes bildet. Er wird als Hindernis für Grabräuber gedeutet, konnte aber auch bei seltenen, aber heftigen Regenfällen als Auffangbecken dienen. Erik Hornung ordnet ihm auch ganz klar eine religiöse Bedeutung zu: „… als direkter Zugang zur Unterwelt und Höhle des Gottes Sokar“. Die Wände sind lediglich mit einem dekorativen Fries aus bunten Schilfbündeln (Cheker-Fries) und dem Himmelszeichen und die Decke mit gelben Sternen auf blauem Hintergrund dekoriert. Die Wände sind noch nicht, wie in späteren Gräbern mit einem solchen Schacht, mit Götterszenen bemalt, aber der Rahmen für diese Szenen ist bereits vorgegeben und machte ihn „zu einem Ort, an welchem der gestorbene Pharao in die Welt der Götter eintritt“ und so zu einem Übergangsort vom Diesseits zum Jenseits, der dem Wiederaufleben des Toten dient.

### Vorkammer
Eine weitere Neuerung in der Architektur ist die trapezförmige Vorkammer. Die beiden Pfeiler sind undekoriert, aber mit einem Quadratnetz überzogen. Die Decke ist wiederum mit gelben Sternen auf blauem Hintergrund und der obere Bereich der Wände mit einem Cheker-Fries geschmückt. Die Wände zeigen einen Katalog mit 741 Gottheiten (ohne die feindlichen Wesen) aus dem Amduat, was ohne Parallele ist. Die Figuren sind nur im Umriss gezeichnet und jeweils mit einem Stern (altägyptisch dw3 – Dua), einem Weihrauchnapf und einem Zeichen für die Ba-Seele, ergänzt.

### Grabkammer

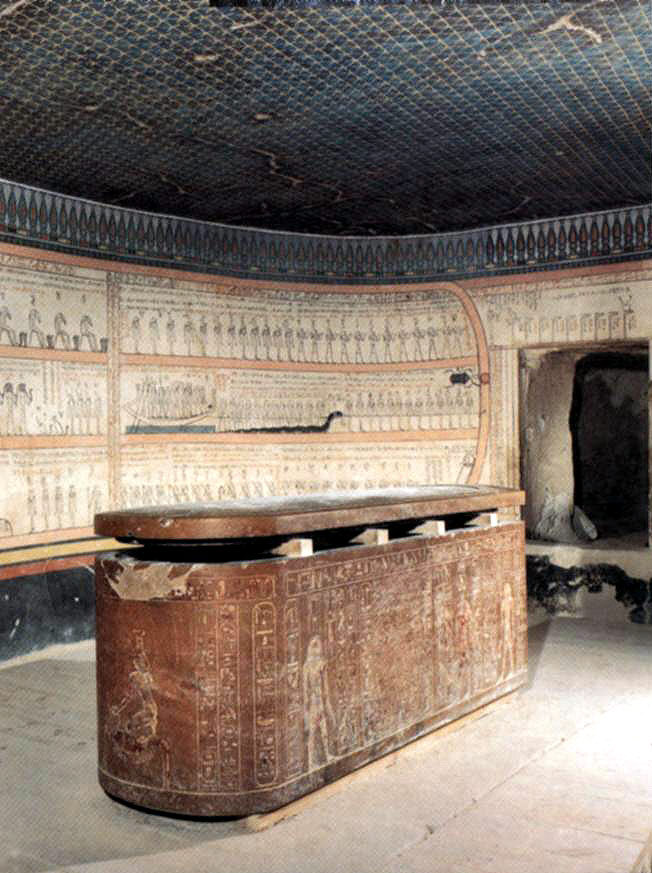
Die Grabkammer

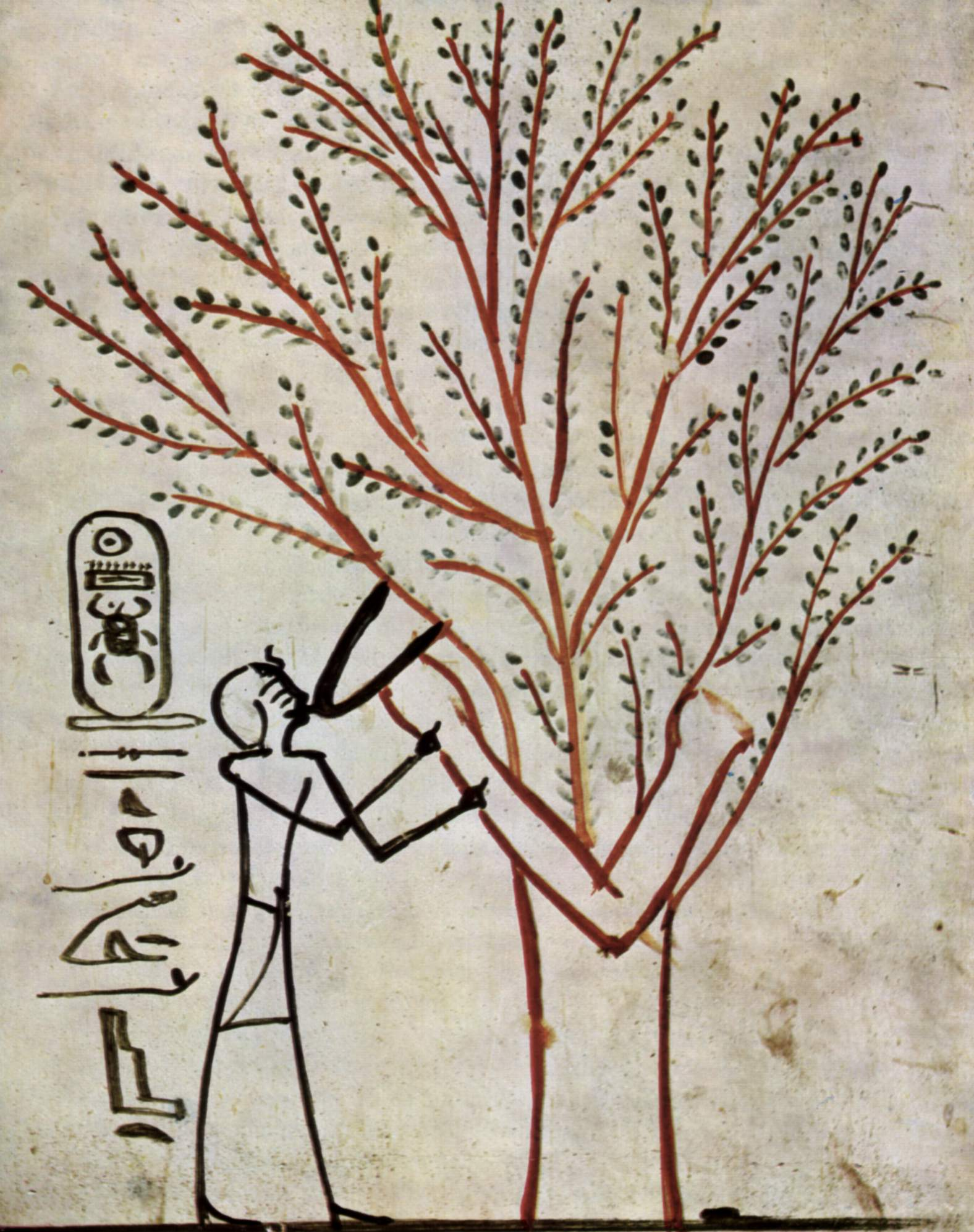
Thutmosis III. wird vom Heiligen Baum (Isched-Baum) gesäugt

Die 14,6 × 8,5 m große Grabkammer ist rechteckig mit gerundeten Ecken und ähnelt in der Gesamtform einer Kartusche. Die Wände sind mit den zwölf Nachtstunden des Amduat geschmückt, deren Anordnung sich an den realen Himmelsrichtungen und den Vermerken im Text orientiert. Allerdings konnte dieses Ideal nicht immer eingehalten werden und aus Platzmangel mussten gewisse Umstellungen und Auslassungen vorgenommen werden. Die Figuren sind in schwarzen und roten Strichzeichnungen aufgemalt, die Texte in kursiven Hieroglyphen, der Hintergrund ist in einem hellen gelbroten Ton gehalten. Dadurch entsteht der Eindruck eines monumentalen Papyrus. Der obere Abschluss der Wände ist mit einem Cheker-Fries verziert. Die Decke hingegen ist wieder mit gelben Sternen auf blauem Hintergrund bemalt, was das himmlische Jenseits, das der Ba-Seele des Verstorbenen offensteht, repräsentiert.
Zwei Seiten der beiden Pfeiler beinhalten eine Kurzfassung des Amduat-Buches als eine Art Inhaltsverzeichnis. Auf vier Seiten werden 76 Figuren der Sonnenlitanei dargestellt.
Eine weitere Szene auf einem Pfeiler ist die Darstellung des Königs mit seiner Mutter Isis in einem Boot, von Familienangehörigen begleitet. Dazu findet sich flüchtig skizziert eine ungewöhnliche und bekannte Szene: Eine stilisierter Baum reicht dem König die Brust. Sie trägt die Beischrift: „er saugt an (der Brust) seiner Mutter Isis“. Da Thutmosis Mutter tatsächlich Isis hieß, könnte man die Szene vordergründig als Rückkehr des Königs zu seiner Mutter und Verjüngung deuten, aber der Baum deutet auf eine Göttin, die sonst in den Beamtengräbern als Nut oder Hathor aus dem Baum herauswächst und dem Toten mit seinem vogelgestaltigen Ba kühles Wasser und Opferspeisen darbringt. Dass hier stattdessen Isis genannt wird, liegt sicher am Namen der irdischen Mutter und an dem Mythos, nach welchem der König die Rolle des Gottes Horus auf Erden repräsentiert und in den Schutz seiner göttlichen Mutter Isis zurückkehrt, die ihn umsorgt und beschützt.

## Funde
Neben dem leeren Sarkophag entdeckte Loret nur wenige Fragmente von Artefakten, die Grabräuber zurückgelassen hatten, darunter Überreste eines Pavians und eines Stieres, Holzstatuen des Königs sowie auch Steinfayence, Glas und Keramikgefäße.
Der königliche Sarkophag hat die Form einer Kartusche und ist heute noch im Grab zu besichtigen. Die Mumie Thutmosis III. wurde 1881 in der Cachette von Deir el-Bahari entdeckt, eingehüllt in ein Leichentuch mit dem Text der Sonnenlitanei. Am Kopf- und Fußende des Sarkophags sind Darstellungen der Göttinnen Isis und Nephthys eingeritzt, welche auf Symbolen von Gold knien. Seitlich davon befinden sich Anubis und die vier Söhne des Horus. Die Innen- und die Außenseite des Deckels ziert die Göttin Nut und den Boden und die Innenwände der Wanne die Westliche Göttin, Selket.
1921 entdeckte Howard Carter beim Wegräumen des durch Überschwemmungen abgelagerten Schutts die Gründungsbeigaben von Thutmosis III.